# Двоскин, Алексей Сергеевич
Алексей Сергеевич Двоскин (24 декабря 1983, Ленинград) — российский лыжник, чемпион России. Мастер спорта России международного класса.

## Биография
На внутренних соревнованиях представляет город Санкт-Петербург, ШВСМ по ЗВС и спортивное общество «Динамо». Тренеры — Досманов Евгений Александрович, Егоров Андрей Иванович.
На уровне чемпионата России завоевал ряд наград, среди них золото в 2018 году в гонке на 70 км, бронзу в 2016 году в гонке на 70 км. Призёр этапов Кубка России, победитель и призёр всероссийских и региональных соревнований, в том числе Мурманского марафона (2018), «Лыжни России» в Санкт-Петербурге (5 км, 2005).
Регулярный участник международных марафонских и сверхмарафонских гонок.
Также участвовал в соревнованиях на лыжероллерах. Бронзовый призёр чемпионата России 2020 года в гонке на 15 км.
Окончил Российский государственный педагогический университет имени А. И. Герцена (Санкт-Петербург, 2006). Кандидат педагогических наук (2010). Одновременно со спортивной карьерой работает тренером-преподавателем РГПУ им. Герцена.

## Личная жизнь
Женат, есть сын. Брат Вячеслав также занимался лыжным спортом.